# 돌턴 E. 그레이
돌턴 E. 그레이(영어: Dalton E. Gray, 1997년 6월 4일 ~ )는 미국의 배우, 텔레비전 배우, 성우이다.
휴스턴에서 태어났다.

## 영화
- 플레이 (2017년)
- 덤 앤 더머 투 (2014년)
- 노 원 리브스 (2012년)